# Røros
Rørosⓘ (tiếng Nam Sami: Plassje)  là một đô thị ở hạt Trøndelag, Na Uy. Nó là một phần của thung lũng Gauldal. Trung tâm hành chính của đô thị này là thị trấn Røros. Một số ngôi làng ở Røros như Brekken, Glåmos, Feragen, Galåa, và Hitterdalen.
Các thị trấn khai mỏ của Røros được gọi là Bergstaden có nghĩa là "thị trấn đất đá" bởi tai tiếng của nó trong ngành khai thác đồng trong quá khứ.  Đây là một trong hai thị trấn ở Na Uy được đặt tên theo lịch sử là "các thị trấn khai mỏ" cùng với thị trấn mỏ bạc Kongsberg. Các cư dân của Røros vẫn làm việc và sống trong các tòa nhà đặc trưng của thị trấn có lịch sử từ thế kỷ 17 và 18 mà đã là một phần của di sản thế giới UNESCO được công nhận vào năm 1980. Røros có khoảng 80 căn nhà bằng gỗ, hầu hết trong số chúng đều nằm xung quanh Nhà thờ Røros. Nhiều trong số chúng vẫn còn hàng rào cũ tạo cho thị trấn vẻ ngoài thời Trung cổ.
Đô thị có diện tích 1.956 kilômét vuông (755 dặm vuông Anh) là đô thị lớn thứ 32 trong số 422 đô thị ở Na Uy. Røros là khu đô thị đông dân thứ 187 của Na Uy với dân số 5.623 người. Mật độ dân số của đô thị là 3,2 người trên kilômét vuông (8,3/sq mi) và dân số đã giảm 0,8% trong một thập kỷ qua.

## Lịch sử
Røros từng được những người Sami sử dụng để nuôi tuần lộc. Được biết đến với các mỏ đồng, Røros là một trong hai thị trấn khai mỏ có tầm quan trọng quốc gia của Na Uy với hoạt động bắt đầu từ thế kỷ 17 (nơi còn lại là Mỏ bạc Kongsberg).
Røros bị quân đội Thụy Điển đốt cháy vào năm 1678 và 1679 trong Chiến tranh Scanian. Năm 1718, trong thời kỳ Đại chiến Bắc Âu, nó lại một lần nữa bị quân đội Thụy Điển chiếm đóng dưới sự chỉ đạo của tướng De la Barre, người đã tạo ra cánh quân phía nam của quân đội Thụy Điển, dưới quyền của thống tướng Carl Gustaf Armfeldt.
Khi vua Karl XII của Thụy Điển bị giết gần Fredriksten vào ngày 30 tháng 11 năm 1718, De la Barre rút lui về phía bắc để hợp quân. Tuy nhiên, điều này đã đánh đổi lại bằng việc hơn 3.000 quân chưa chuẩn bị sẵn sàng bị chết trong điều kiện thời tiết khắc nghiệt ở vùng núi phía tây bắc của Røros.
Røros trở lên nổi tiếng tại Na Uy vào cuối thế kỷ 20 bởi nhà văn Johan Falkberget, người đã kể câu chuyện về cộng đồng khai thác mỏ từ góc độ của những thợ mỏ, những người sống và làm việc trong các khu mỏ, tầng lớp thấp kém nhất của xã hội.
Røros ngày nay là một Di sản thế giới của UNESCO vào năm 1980 nhờ những ngôi nhà bằng gỗ có niên đại từ thế kỷ 17, 18.